# کوی باهنر (اهواز)
شهرک شهید باهنر دارای ۷ منطقه وهر منطقه دارای ۵ الی ۶ خیابان می‌باشد؛ و در سال ۱۳۶۱ اولین شهروندان در آن مستقر شدند . این شهرک که به شهرک فرهنگیان نیز شهرت دارد توسط تعاونی مسکن فرهنگیان اهواز احداث و تحویل کارکنان گردید؛ و به مرور زمان شهروندان اصلی (فرهنگیان) خانه‌های خود را واگذار کردند.
در مناطق ۱ و ۴ و ۶ تمامی خانه‌ها دو خوابه ( معروف به سه اتاقه ) می‌باشند و هر خانه حدود ۲۰۰ متر مساحت دارد.
منطقه‌های ۳، ۵ و ۷ دارای خانه‌های ۳ خوابه ( معروف به چهار اتاقه ) به مساحت ۳۲۰ متر و بالاتر می‌باشند. در منطقه ۲ نیز منازل تک خوابه ( معروف به دو اتاقه ) یا دو خوابه هستند. در سالهای اخیر با بالا رفتن قیمت زمین بعضی از شهروندان اقدام به تخریب خانه‌های ویلایی نموده و آپارتمان سازی در این محله نیز مانند سایر مناطق اهواز رونق گرفته‌است.
خانه‌های این منطقه بسیار محکم و در مقابل زلزله‌ای به قدرت ۸ ریشتر نیز مقاوم می‌باشند . در ساخت این خانه‌ها از بتن مسلح و شبکه‌های بافته میل گرد استفاده شده‌است. وجود دیوارهای بتنی با‌وجود اینکه باعث استحکام خانه‌ها شده‌است اما در برابر گرما و سرما عایق نبوده و این خانه‌ها در تابستان بسیار گرم می‌باشند.
این منطقه دارای چندین مرکز خرید چند طبقه، بازارچه، تعدادی مدرسه دولتی و چندین مدرسه غیرانتفاعی می‌باشد. همچنین یک کتابخانه در منطقه هفت این محله ساخته شده است.
کوی شهید باهنر امکانات ورزشی مناسبی ندارد.